# Assassinat de Carrero Blanco
|  | Aquest article tracta sobre atemptat d'ETA. Si cerqueu la pel·lícula, vegeu «Operación Ogro». |

L'assassinat de Carrero Blanco, també conegut pel seu nom en clau «Operación Ogro», va ser perpetrat pel grup armat ETA el 20 de desembre de 1973 contra l'almirall Luis Carrero Blanco, el llavors president del govern d'Espanya durant la Dictadura franquista. L'assassinat va provocar un profund impacte en la societat espanyola de l'època, ja que suposava el major atac contra el règim franquista des del final de la Guerra civil espanyola el 1939.
La desaparició de Carrero Blanco va tenir nombroses implicacions polítiques, en un moment en què es feia evident la decadència física del dictador i amb això, l'agreujament dels primers signes de descomposició de l'aparell franquista que es venien manifestant en els últims anys. Els sectors més immobilistes del franquisme, el denominat «búnker», van sortir reforçats d'aquest succés i van aconseguir influir en Franco perquè nomenés com a successor de Carrero un membre de la línia dura, Carlos Arias Navarro. Per la seva banda, amb aquest atemptat l'organització terrorista ETA va fer un salt qualitatiu en les seves accions armades i es convertia així en un dels principals actors de l'oposició al Franquisme.
Tot i que les autoritats van iniciar una recerca per aclarir els fets, el cas va quedar arxivat al començament de la Transició i mai es van esclarir del tot les circumstàncies. Els autors de l'atemptat tampoc van arribar a ser jutjats per aquests fets i després de la mort de Franco es beneficiarien de l'amnistia concedida el 1977.

## Antecedents
El juliol del 1973 el general insurrecte Francisco Franco va nomenar president del govern al seu màxim home de confiança, l'almirall Luis Carrero Blanco. Era la primera vegada que Franco deixava en mans d'una altra persona aquest càrrec que ell havia ostentat juntament amb la prefectura de l'Estat des que els seus companys de rebel·lió el van nomenar Generalísimo l'1 d'octubre de 1936. El marí Carrero Blanco havia estat al costat de Franco des de 1941, i va ser el seu màxim assessor. Va ocupar el càrrec de sotssecretari de la presidència del govern colpista, amb el rang de ministre des de 1951, i de vicepresident del govern des de 1967. A mesura que Franco anava envellint, Carrero Blanco va assumir les tasques quotidianes de govern les va anar assumint ell. A més Franco confiava en Carrero perquè el Movimiento sobrevisqués després de la seva mort quan el príncep d'Espanya Joan Carles assumiria la Prefectura de l'Estat que havia designat successor, a instàncies del mateix Carrero, al juliol de 1969. Així doncs quan va ser nomenat president del govern es va oficialitzar que ell era el màxim garant de la continuïtat del règim franquista en un moment en què el colpista Franco ja havia complert els vuitanta anys.
Aquest és el retrat que fa de Carrero Blanco Juan Luis Cebrián:
| « | Obsessionat el mateix pel marxisme que pel judaisme i la maçoneria, enemic del liberalisme i de la democràcia, Carrero semblava un home d'una gran simplesa d'idees, apte per ser manejat per qui sabés fer vibrar en ell les efusions tòpiques de la pàtria i la religió. La seva modèstia vital li va valer fama d'honest, i encara hi ha qui li qualifica de poc ambiciós, malgrat l'evidència del seu immobilisme en el poder durant més de trenta anys. Als ulls de la nova societat espanyola, que pugnava a principis d'aquella dècada [dels 70] per alliberar-se dels ancoratges de la guerra civil, resultava el principal enemic de qualsevol possible reforma democratitzadora i el més genuí valedor del franquisme després de Franco. | » |

Un retrat similar és el que realitza Antonio Elorza:
| « | El propi de Carrero és la contrarevolució, l'anticomunisme a ultrança, la satanització de la maçoneria, d'acord amb una visió conspirativa de la història en què les forces infernals tracten d'imposar-se fins a l'aparició d'una croada salvadora com l'encapçalada per Franco: "El diable va inspirar a l'home les torres de Babel del liberalisme i del socialisme, amb les seves seqüeles marxisme i comunisme", i la maçoneria a manera d'instrument per a la seva penetració. "Aquest és precisament el problema espanyol", insisteix. "Espanya vol implantar el bé, i les forces del mal, deslligades pel món, tracten d'impedir-li-ho". | » |

## Planificació
La planificació i execució de l'atemptat va ser relatada pels seus propis perpetradors en un llibre publicat a Hendaia l'any següent amb el títol Operación Ogro. Cómo y por qué ejecutamos a Carrero Blanco. En realitat el llibre va ser escrit per Eva Forest, que va ajudar el comando a realitzar l'atemptat i a escapar, i que ho va omplir de pistes falses –com que el comando havia fugit per Portugal– per protegir els seus autors, que van col·laborar amb ella en la seva redacció a Ziburu (França). Va ser ella qui es va inventar el nom del suposat autor del llibre Julen Aguirre i el de tot l'operatiu: Operación Ogro.
El grup de tres etarres que va perpetrar l'atemptat es va nominar «comando Txikia» pel nom d'un dirigent d'ETA mort a trets per la policia, Eustakio Mendizábal Benito conegut com a Txikia. El comando l'integraven Jesús Zugarramurdi, Kiskur, José Miguel Beñarán, Argala, i Javier Larreategi, Atxulo.
Els preparatius van començar més d'un any abans. Segons els testimoniatges recollits pel periodista Luis R. Aizpeolea, tot va començar amb diversos viatges d'Argala a Madrid el 1972. Hi va entrar en contacte amb Eva Forest, esposa del dramaturg Alfonso Sastre, tots dos dissidents del Partit Comunista d'Espanya. Argila ha dit que va ser Eva Forest que li va proporcionar la valuosa informació que el cotxe de l'almirall Carrero Blanco a primera hora del matí feia sempre el mateix recorregut pels carrers de Madrid. La primera intenció dels caps d'ETA després de conèixer la informació que els va donar Argala va ser segrestar l'almirall Carrero i demanar a canvi l'alliberament dels 150 etarres que es trobaven a la presó. Els primers preparatius van en aquesta direcció –arribaren a construir un zulo en un pis d'Alcorcón que els ha proporcionat Eva Forest on retindrien a l'almirall–, però el nomenament de Carrero Blanco com a president del govern amb el consegüent augment de la seva escorta els obliga a un canvi de plans. Es descarta el segrest i es decideix assassinar Carrero. A principi de novembre, segons Luis R. Aizpeolea, Argala «veu que al número 104 del carrer de Claudio Coello, pel qual circula Carrero tots els dies, es lloga un baix. Va veure de seguida el tipus d'atemptat. Excavar un túnel des de dins fins al centre del carrer i col·locar allí un explosiu que faria saltar Carrero al seu pas. La direcció accepta la proposta. Atxulo es fa passar per escultor per justificar el soroll per excavar el túnel des del baix llogat… aprofitant l'experiència d'Argala, que el 1970 va excavar a la rodalia de la presó de Burgos un altre túnel per tractar d'alliberar als presos etarres».

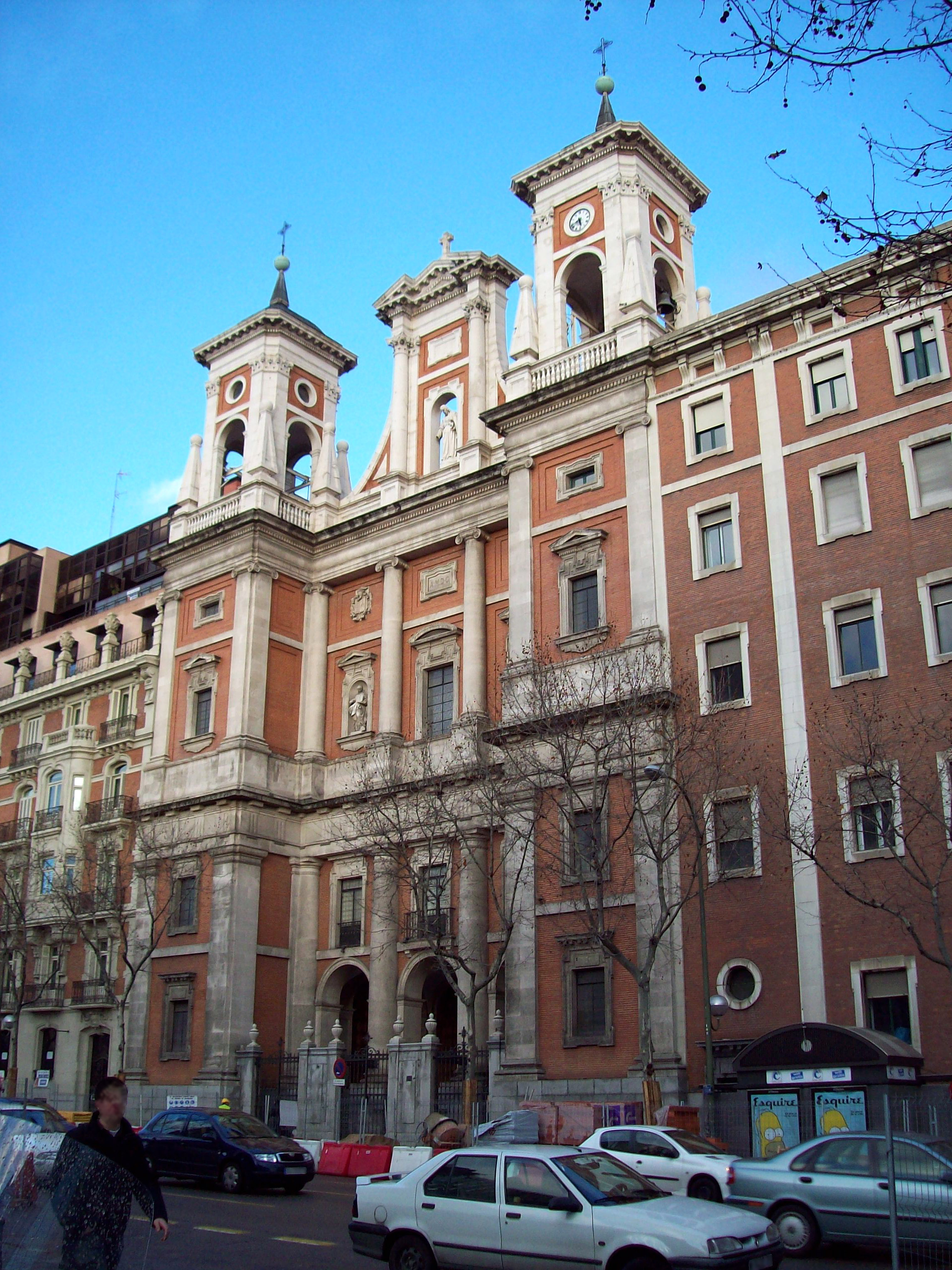
Façana de l'església de San Francisco de Borja, on Carrero Blanco acudia a missa.

Al túnel del carrer Claudio Coello de Madrid col·loquen tres càrregues antitanc equivalents a cinquanta quilos de dinamita per fer-les esclatar quan passés el cotxe oficial de l'almirall Carrero Blanco després d'assistir a missa. «A les 8.55 del matí [Carrero Blanco] sortia invariablement del portal del carrer Germans Béquer, on vivia, pujava al seu cotxe oficial, un Dodge Dart negre, enfilava el carrer López de Hoyos en el seu començament, entrava al carrer de Serrano i allí es parava a oir missa a l'església dels jesuïtes. Acabada la missa, de nou al cotxe, doblegava per Juan Bravo, enfilava Claudio Coello, i per Diego de León es dirigia de tornada a la seva casa, al carrer Germans Bécquer, a desdejunar abans d'acudir al seu despatx a la seu de Presidència del Govern, al passeig de la Castellana». El cotxe no estava blindat, a diferència dels quals utilitzava Franco, i només portava un cotxe d'escorta on viatjaven dos policies i el conductor, també policia. Al cotxe de Carrero anava un altre policia al costat del conductor. «Era més un acompanyament de protocol o de cortesia que de seguretat».
L'atemptat estava previst per al dia 18 de desembre però la presència a Madrid del secretari d'Estat nord-americà Henry Kissinger va obligar a ajornar-lo al dia 20, ja que el carrer Claudio Coello està prop de l'ambaixada dels Estats Units i, per tant, en aquests dies era previsible que augmentessin les mesures de seguretat en aquesta zona de Madrid. D'altra banda, s'ha especulat sobre com va ser possible que els serveis de l'ambaixada no detectessin la construcció del túnel on els etarres van col·locar els explosius que van provocar la mort de Carrero Blanco, però, com assenyala l'historiador britànic Charles Powell, «no resulta tan sorprenent si es té en compte que per aquelles dates no hi havia una clara percepció d'amenaça terrorista a la capital espanyola»..
Quant a la notícia que va difondre l'agència oficial soviètica Tass vuit anys més tard que l'atemptat va comptar amb el beneplàcit o la col·laboració, directa o indirecta, dels Estats Units, perquè Carrero Blanco «es negava a complir cegament les ordres que rebia de l'altre costat de l'Atlàntic», l'historiador britànic Charles Powell, després d'examinar la documentació nord-americana, que ja ha estat desclassificada, afirma rotundament que «no hi ha cap prova» d'aquesta acusació. Powell afegeix: «Kissinger era sens dubte capaç de suggerir i ordenar l'ús de mètodes il·lícits per pressionar i fins i tot derrocar governs no afectes, com havia fet a Xile després del triomf d'Allende a les eleccions presidencials celebrades al setembre de 1970. […] No obstant això, a diferència del cas xilè… l'assassinat de Carrero Blanco… era clarament contrari als seus interessos. La mort de l'almirall solament podia generar la inestabilitat i la incertesa que tant avorrien Nixon i Kissinger… En canvi, la seva continuïtat al capdavant del Govern i al servei de Joan Carles permetia tenir l'esperança d'un trànsit gradual del franquisme a la monarquia com el que recolzava Washington. […] Per si no fos poc, l'almirall, que sempre va atorgar una gran importància a les relacions amb els Estats Units, podria haver estat un excel·lent aliat en les imminents negociacions per a la renovació de l'acord sobre les bases [nord-americanes a Espanya], que s'auguraven difícils. Finalment, i com es desprèn clarament del contingut de la seva conversa amb Kissinger poques hores abans de la seva mort, manca de tot fonament la tesi segons la qual Carrero Blanco va ser assassinat per oposar-se a l'ingrés d'Espanya en l'OTAN».

## Atemptat

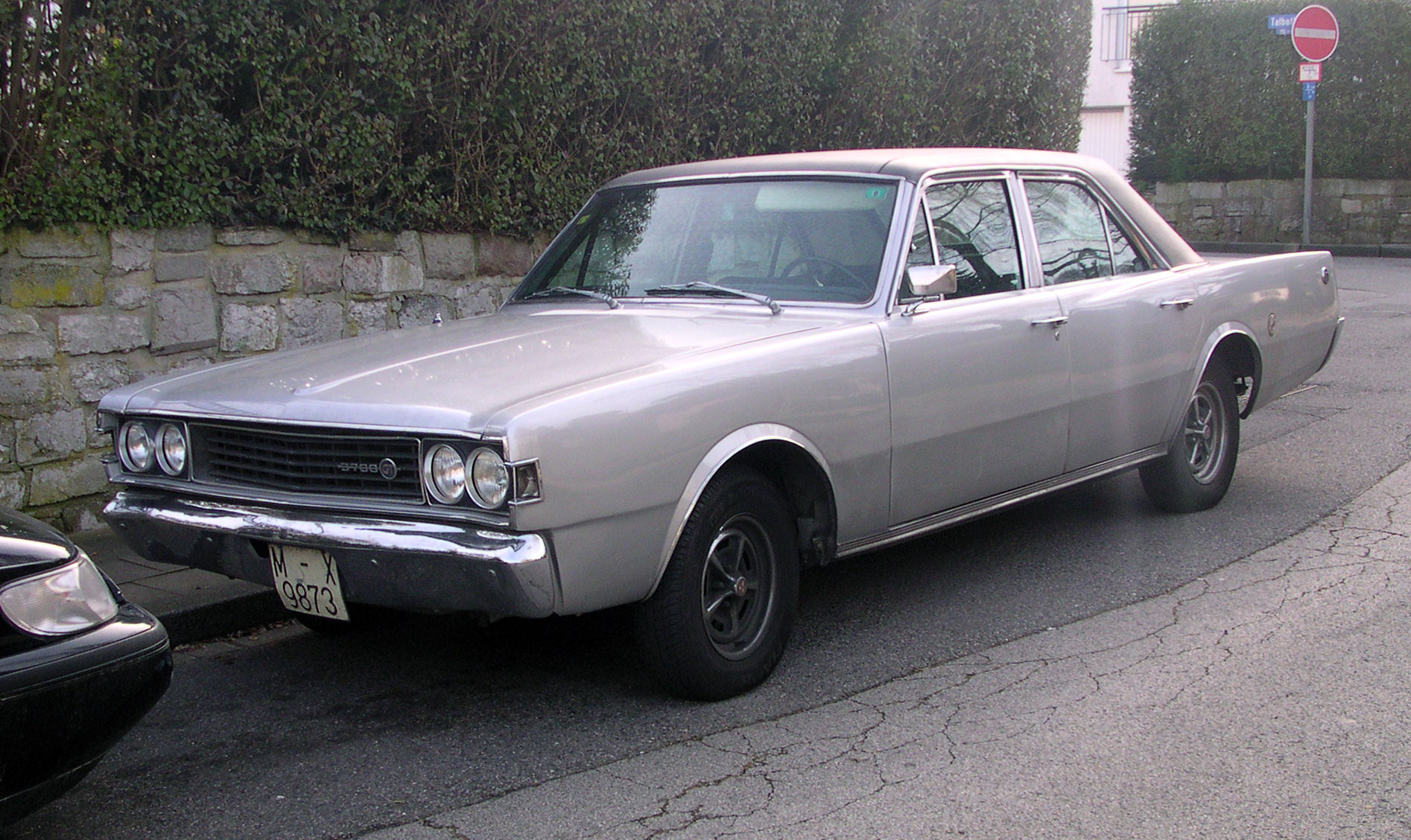
Dodge 3700 GT, model del cotxe en què viatjava Carrero Blanco

El matí del 20 de desembre de 1973, com solia fer cada dia abans d'acudir a la seu de la Presidència del Consell de Ministres, Carrero Blanco va anar oir missa a l'església de San Francisco de Borja. Després de la celebració religiosa va tornar al seu cotxe. Quan circulava pel carrer Claudio Coello, al voltant de les 09:27, els membres d'ETA van activar les càrregues explosives al moment en què el vehicle va passar per sobre de la zona, assenyalada amb una pintada vermella sobre la paret. L'explosió, que va acabar a l'instant amb la vida de Carrero Blanco, va ser tan violenta que va obrir un gran cràter en l'asfalt i el cotxe, un Dodge 3700 GT de gairebé 1800 quilos de pes, va volar per l'aire i va caure en el terrat de la Casa Professa annexa a l'església on havia oït missa poc abans. La seva filla Ángeles, que solia acompanyar-lo, no ho va fer aquest dia, la qual cosa va evitar més morts. Posteriorment també van morir els acompanyants que anaven al vehicle al costat de Carrero, l'inspector de Policia José Antonio Bueno Fernández i el conductor del vehicle José Luis Pérez Mogena.
L'etarra Jesús Zugarramurdi, Kiskur, havia donat el senyal a José Miguel Beñarán, Argala, que, enfilat a una escala i camuflat amb una granota d'electricista, detona les càrregues explosives. Kiskur i Argala surten corrent en direcció al carrer contigu de Diego de León on els espera, al volant d'un automòbil, Javier Larreategi, Atxulo. «El cotxe enfila cap a la glorieta de Rubén Darío, i davant de l'Escola de Policia, al carrer de Miguel Ángel, els etarres canvien de vehicle i es dirigeixen al seu refugi al carrer del Hogar d'Alcorcón (província de Madrid). Els tres militants d'ETA romandran amagats fins a la fi de mes al refugi d'Alcorcón, del que els traurà el seu contacte a Madrid, Eva Forest. Un camió els traslladarà després a Hondarribia (Guipúscoa). Des d'allí van anar a França després de travessar el riu Bidasoa».
Que es tractés d'un atemptat terrorista era llavors tan inconcebible que els policies que viatjaven en el cotxe d'escorta darrere del de Carrero, i que van resultar ferits a causa dels rebles que van caure sobre el seu vehicle després de l'explosió, només van comunicar per ràdio a la Direcció general de Seguretat: «Hi ha hagut una explosió. Que enviïn un altre cotxe per escortar al president, que el meu està enfonsat». En principi van pensar que el cotxe de Carrero no havia estat afectat per l'explosió, però al no trobar-lo als carrers adjacents, van arribar a pensar que es podia trobar en el fons de l'enorme forat inundat d'aigua que hi havia al centre del carrer. Uns jesuïtes van comunicar que el cotxe es trobava a la terrassa del seu edifici amb tres persones atrapades dins. Els policies segueixen pensant que s'havia tractat d'un accident, d'una explosió de gas, i aquesta és la hipòtesi inicial que sosté el ministre de la Governació Carlos Arias Navarro, però la inspecció que els tècnics que van inspectar el terreny van descartar que es tractés de gas, la qual cosa no deixa una altra opció que l'atemptat terrorista. La hipòtesi de l'explosió de gas va semblar plausible a molta gent, ja que l'any anterior n'hi havia hagut una a Barcelona que havia causat divuit morts, a més d'altres incidents semblants.

### Reivindicació de l'atemptat per ETA
A les onze de la nit del mateix dia 20 Ràdio París en el seu informatiu en castellà va informar que ETA acabava d'emetre un comunicat en el qual assumeix l'autoria de l'atemptat, al que qualifica de «justa resposta revolucionària» a les morts de nou membres de l'organització en les mans de la Guàrdia Civil. Hi van afegir que constitueix «un avanç en la lluita contra l'opressió nacional, pel socialisme a Euskadi i per la llibertat de tots els explotats i oprimits dins de l'Estat espanyol».
L'objectiu de l'atemptat, segons indicava el comunicat, era també intensificar les divisions llavors existents en el si del règim franquista entre els «aperturistes» i els «puristes». Segons declaracions posteriors d'un dels membres del Comando Txikia, Carrero Blanco era «una peça fonamental» i «insubstituïble» del règim i representava al «franquisme pur»:
| « | L'execució en si tenia un abast i uns objectius claríssims. A partir de 1951 Carrero va ocupar pràcticament la prefectura del Govern en el Règim. Carrero simbolitzava millor que ningú la figura del «franquisme pur». D'altra banda, va arribar a ser insubstituïble per la seva experiència i capacitat de maniobra i perquè ningú aconseguia com ell mantenir l'equilibri intern del franquisme […]. | » |

El cap del govern basc a l'exili, Jesús María de Leizaola, després de conèixer el comunicat va declarar a París que no creia que «darrere de l'atemptat es trobi una facció d'ETA» i que estava convençut que el «comunicat és fals», la qual cosa va obligar ETA a emetre un segon comunicat reafirmant la seva autoria. Uns dies més tard ETA va convocar una roda de premsa clandestina en algun lloc del sud de França en la qual un encaputxat va explicar en basc la planificació i objectius de l'atemptat mentre un altre encaputxat va traduir el que deia al francès.

## Reaccions
L'atemptat va provocar un profund impacte tant a la classe dirigent com en l'oposició antifranquista i a l'opinió pública espanyola per les implicacions polítiques que tenia. «No esclata el pànic, però s'instal·la la por. I el silenci», i «en els cercles del poder hi ha estupor, sobretot estupor», escriu Victoria Prego.

### El govern

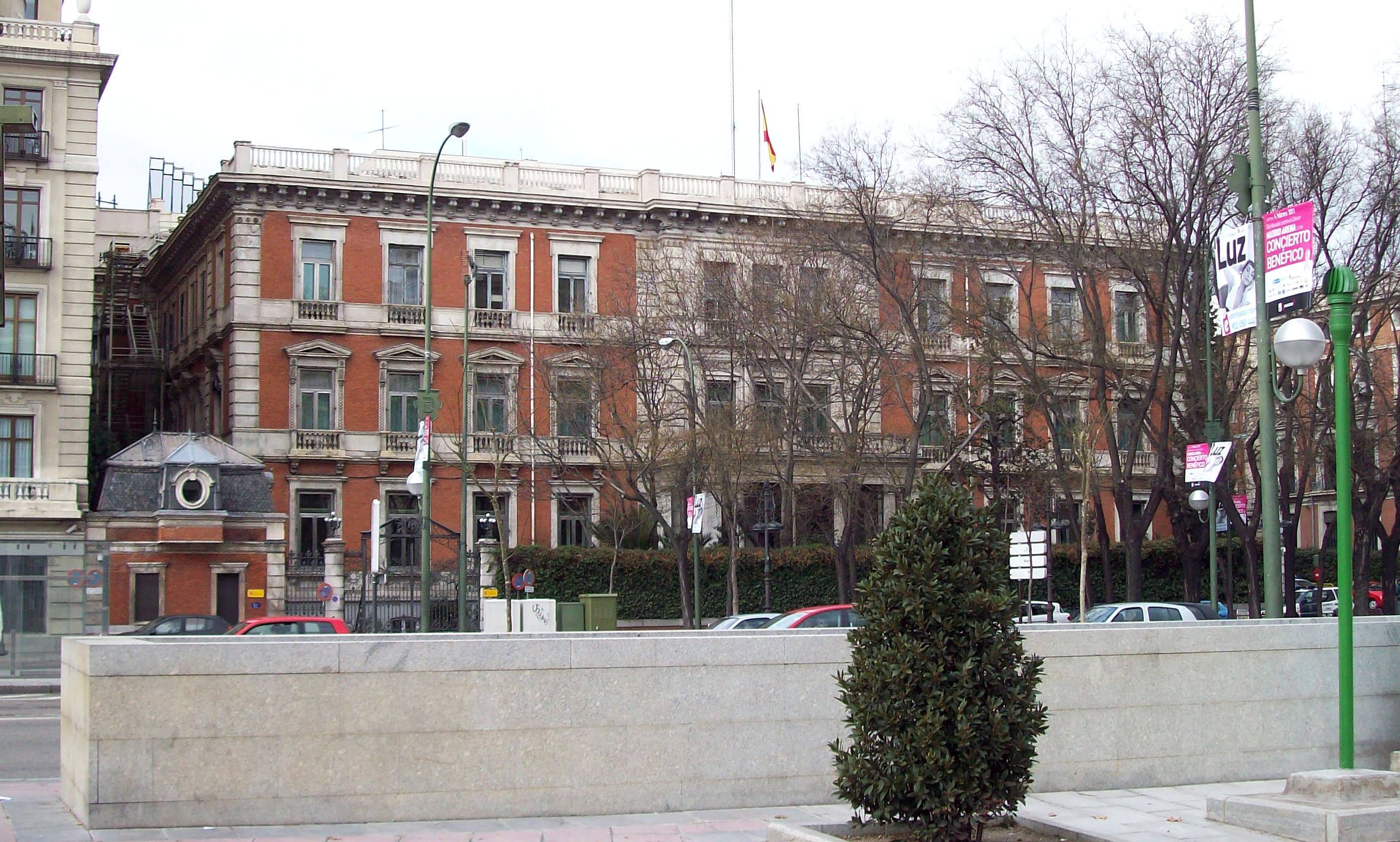
Palau de Villamejor, que en 1973 era seu de la Presidència de Govern.

Aquest dia estava convocada una reunió del govern en la qual l'almirall Carrero tenia previst obrir la sessió parlant dels perills de la «subversió» que aguaitava Espanya, una de les seves obsessions que també havia manifestat al secretari d'Estat nord-americà Henry Kissinger en la reunió que havia mantingut amb ell el dia anterior. Així que els ministres van acudir a la Presidència del Govern, situada llavors al número 3 del passeig de la Castellana. Allí el vicepresident del govern Torcuato Fernández Miranda els va exigir que es calmessin alçant la veu: «Senyors, serietat i serenitat. Vaig a trucar per telèfon al Caudillo, perquè crec que el primer és conèixer les ordres que pugui donar-nos en aquest moment». A continuació va afegir: «Sóc el president; ho sóc de manera automàtica per disposició de la Llei Orgànica; estic segur de la col·laboració de tots. La meva primera decisió és aquesta: no hi haurà estat d'excepció». Malgrat aquesta declaració tan rotunda, el ministre d'Educació, Julio Rodríguez, es va oferir per constituir comandos que detinguessin i castiguessin als autors de l'atemptat «fins a on la policia no pot arribar».
El ministre de marina Gabriel Pita da Veiga li comunica a Fernández Miranda que el director general de la Guàrdia Civil, tinent general Carlos Iniesta Cano –conegut per les seves tendències ultradretanes–, havia enviat pel seu compte un telegrama a totes les comandàncies en el qual ordena que «extremin la vigilància» i que «en cas d'existir algun xoc» actuïn «enèrgicament sense restringir en gens ni mica l'ocupació de les seves armes». Fernández Miranda va ordenar «com a president» que Iniesta Cano deixés sense efecte l'ordre enviant immediatament un segon telegrama revocant-la.

### Franco

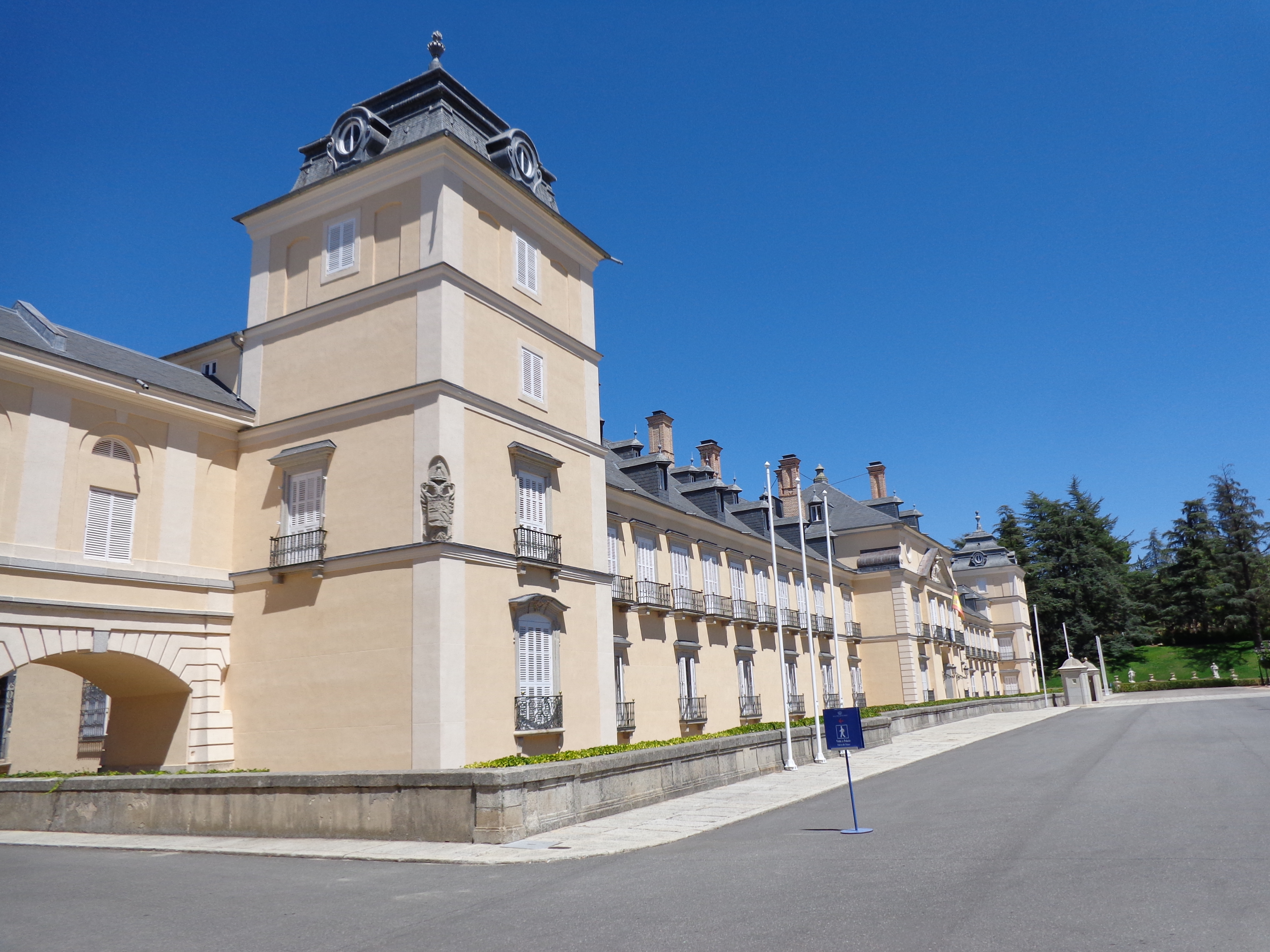
Palau del Pardo, residència oficial del general insurrecte Franco.

El dia de l'atemptat Franco tenia grip i estava amb febre. Com cap dels seus ajudants s'atrevia a donar-li la notícia de la mort de Carrero, fou el seu metge personal Vicente Gil qui l'hi va comunicar, encara que de forma gradual –primer li va dir que havia sofert un accident i que estava greu, per més tard donar-li més detalls i confirmar-li que havia mort–. Franco va contestar lacònicament: «Aquestes coses passen». No obstant això va quedar profundament commocionat, com es va poder comprovar durant el funeral que es va celebrar l'endemà passat. Segons Laureano López Rodó, ministre d'Afers exteriors del govern de Carrero Blanco, amb la mort de l'almirall «Franco va perdre al seu més directe col·laborador i des de llavors ja no va ser el mateix: va fer una devallada evident tant física com psicològicament».
A les onze del matí Franco va rebre la trucada del president en funcions Torcuato Fernández Miranda que li va dir: «El meu general, li suposo assabentat de la situació». Franco hi contesta: «Sé molt poc, Miranda. Què en pensa, del fet? No podria ser una trista casualitat? Crec que no hauríem de descartar la casualitat». No obstant això, a aquesta hora la policia ja havia descobert el túnel excavat en el subsòl del carrer Claudio Coello. Quan Fernández Miranda va acudir al Palau del Pardo Franco ja havia assumit que es tractava d'un atemptat i llavors li va dir: «Miranda, se'ns mou la terra sota els peus».
Al vuit del matí de l'endemà Franco li diu al seu ajudant el capità de navili Antonio Urcelay: «M'han tallat l'últim fil que m'unia al món». Tres hores després presidia al Palau del Pardo l'habitual consell de ministres dels divendres que s'havia refusat a desconvocar per donar una imatge de normalitat i «que el país no s'alarmi». Franco obre la sessió amb una breu intervenció per condemnar «l'execrable atemptat i confiar que la justícia aconsegueixi trobar els qui han comès el crim horrorós que li ha costat la vida al president Carrero Blanco». Segons Victoria Prego, «en aquest moment li fa fallida la veu i es posa a plorar. Els ministres, que mai han vist Franco en aquesta situació, guarden un silenci sepulcral. No saben què fer. Només esperen. Durant una eternitat… Però Franco va recobrar immediatament l'enteresa i amb veu ferma va dir: ‘Podem començar’». S'acorda nomenar Carrero Blanco capità general de l'Armada i se li atorga el títol de duc, que podrà ostentar la seva vídua.

### L'opinió pública
En la trobada que va mantenir Fernández Miranda al Palau del Pardo amb Franco, aquest li va manar asserenar als ministres i esperar que es coneguessin totes les dades. «Que es doni sensació de tranquil·litat. No cal alarmar el país», va insistir. Al que Fernández Miranda li va contestar: «El país ja està alarmat, Excel·lència, la gent està desorientada, cal informar del succeït». Però Franco va mantenir la seva postura.
A la una de la tarda Ràdio Nacional d'Espanya emet el primer comunicat del govern a través de la Direcció general de Seguretat en el qual no s'esmenta que es tracta d'un atemptat terrorista: «Aquest matí s'ha produït una important explosió, les causes de la qual encara es desconeixen. […] L'almirall Carrero Blanco, que passava en el seu cotxe pel lloc de l'explosió al moment d'ocórrer el fet ha sofert greus ferides a conseqüència de les quals va morir poc després. […] Ha assumit automàticament la presidència del govern don Torcuato Fernández Miranda». A les tres de la tarda Televisió Espanyola emet imatges del lloc de l'atemptat sense oferir cap interpretació del que s'està veient, i cenyint-se escrupolosament a la versió oficial donada pel govern –les imatges del túnel, del senyal vermell pintat en la paret que va servir de referència per accionar el detonador i els testimoniatges d'alguns testimonis no són emesos–. A dos quarts de cinc de la tarda Fernando Liñán, ministre d'Informació i Turisme, es dirigeix al país per televisió però segueix sense reconèixer que hi ha hagut un atemptat.
En una nova visita al Pardo per fi Fernández Miranda aconsegueix convèncer Franco que s'ha d'informar la població que Carrero Blanco ha mort víctima d'un atemptat. «Faci una nota, Miranda», li diu. Poc després la direcció general de premsa reconeix que «s'ha tractat d'un criminal atemptat» i explica com s'ha produït. Els periòdics treuen al carrer edicions especials, però Ràdio Nacional no dona la notícia fins a les set de la tarda.

### L'oposició antifranquista
Quan es va conèixer la notícia de l'atemptat de Carrero Blanco, molts opositors al règim franquista obriren ampolles de xampany brindant pel tiranicidi. Com ha assenyalat Juan Luis Cebrián, «molts demòcrates, enemics de la violència i del terrorisme etarra, no tenien un altre remei que reconèixer –amb cura, no se'ls anés a confondre– que, fet i fet, els magnicides havien complert amb una destinació històrica i la seva acció havia liquidat qualsevol possibilitat de continuisme franquista». «La popularitat d'ETA entre l'opinió antifranquista va aconseguir el seu punt àlgid el 1973 amb l'assassinat de l'almirall Carrero Blanco», afirma per la seva banda Charles Powell.
Als primers moments, alguns sectors de l'oposició van témer que l'atemptat fos el detonant perquè els grups ultres emprenguessin en venjança una «nit dels ganivets llargs» contra membres de l'esquerra. Es va témer especialment pels presos sindicalistes del Procés 1001, el judici del qual començava aquest dia.
L'anomenat Procés 1001 del Tribunal d'Ordre Públic estava dirigit contra deu dirigents de l'organització sindical clandestina i considerat il·legal pel règim Comissions Obreres vinculada al Partit Comunista d'Espanya –llavors el principal partit de l'oposició antifranquista– i que durant les setmanes anteriors havia donat lloc a una gran campanya de solidaritat i de protesta tant dins com fora d'Espanya. El cantant Pete Seeger va compondre una cançó als processaments amb música de El Front de Gandesa que deia: In this land of wine and olives / ten brave people are in prison / simply for the «crime» of trying / to organize an honest Union ('En aquesta terra de vi i olives / deu persones valentes estan a la presó / simplement pel «crim» d'intentar / organitzar un sindicat honest'). Des de primera hora del matí s'havia format a la plaça de les Salesas una llarga cua de persones que volien entrar a la sala on s'anava a celebrar el judici. Però quan es va conèixer l'atemptat el president del tribunal va suspendre la sessió i els processats van ser conduïts als calabossos situats als soterranis del palau de Justícia. A les seves portes grups d'extrema dreta cridaven contra els encausats «Traïdors! Visca el 18 de juliol! Tarancón a la paredassa!; Ruiz Giménez i Camacho a la forca!». El cap dels policies que custodiaven els processaments els va dir: «No us preocupeu, passaran per sobre dels nostres cadàvers abans. Jo compleixo amb el meu deure i el mateix faria si es tractés d'uns altres». Marcelino Camacho, un dels encausats, recorda: «Eren moments de veritable terror… d'un terror enorme al fet que allò desencadenés alguna cosa pitjor». Malgrat el clima existent el president del tribunal va decidir reprendre el judici a la tarda, denegant la petició de suspensió dels advocats defensors –la condemna dels processaments a vint o dinou anys de presó es va dictar l'endemà passat–.
A les poques hores de produir-se l'atemptat el líder comunista Simón Sánchez Montero va ser detingut a Madrid. La policia va al·legar que havien trobat al lloc de l'atemptat un paper amb el seu número de telèfon. «Aquest va ser el primer dels nombrosos intents que es van dur a terme, al llarg d'aquells dies, per relacionar d'alguna manera l'atemptat amb el partit comunista i amb el Procés 1001».
A les set o les vuit de la tarda del mateix dia de l'atemptat Santiago Carrillo, secretari general del llavors il·legal i clandestí Partit Comunista d'Espanya, que es trobava a París, va rebre una insòlita trucada telefònica des de Madrid d'Antonio García López que deia parlar en nom del llavors cap de l'Estat Major, general Manuel Díez Alegria, que, segons va explicar el mateix Carrillo, «volia confirmar que nosaltres estàvem contra el terrorisme com a forma de lluita i al mateix temps volia tranquil·litzar-me garantint que no hi hauria represàlies aquesta nit a Madrid, que l'exèrcit havia pres les mesures necessàries per impedir-ho». Encara que el general Díez Alegria sempre va negar haver estat darrere de la trucada, la qual cosa sí que és certa, segons Victoria Prego, és que aquest dia l'Alt Estat Major «va establir nombrosíssims contactes amb diferents representants polítics per assegurar el manteniment de la calma en tots els sectors». Carrillo va recordar anys després:
| « | Evidentment, aquesta trucada per a mi tenia un doble valor. Primer, el que no hi hagués represàlies, que era el que jo em temia; segon, el que, per primera vegada en moltíssims anys, gens menys que de part del cap de l'Estat Major, que per mi, des del punt de vista pràctic, era la segona figura del règim, se'ns trucava i se'ns tranquil·litzava a nosaltres, comunistes, rojos, que havíem estat els enemics número u del sistema. Alguna cosa estava canviant a Espanya quan aquesta tarda, després de la mort del cap del Govern, es produïa una trucada tan impressionant. | » |

### Celebracions populars
L'execució de Carrero Blanco fou celebrada per sectors importants de la població de l'estat espanyol i de l'oposició al règim franquista. Tant és així que al país basc es feren cançons i danses recordant els fets. Posteriorment, el record de l'execució de Carrero Blanco per ETA ha estat un tema recurrent que ha generat polèmiques entre les forces polítiques que no condemnen amb claredat la dictadura franquista i les forces d'esquerra i democràtiques. Diversos ciutadans han estat condemnats per fer acudits o bromes sobre la mort de Carrero Blanco, tanmateix aquests es repeteixen cada any en l'aniversari dels fets per les xarxes socials.

### Estats Units
Poques hores després de l'atemptat el secretari d'estat nord-americà Henry Kissinger, que precisament el dia anterior havia estat a Madrid i s'havia entrevistat amb Carrero Blanco, va enviar un telegrama al ministre d'Afers exteriors Laureano López Rodó en el qual lamentava la «tràgica pèrdua per a Espanya i per al món occidental», i afegia a continuació que «la meva consternació és tant gran després de l'agradable i interessant entrevista que vaig mantenir amb ell ahir mateix». L'endemà passat li va enviar una carta en la qual qualificava l'atemptat d'«absurd i brutal». López Rodó li va contestar: «comprenc els sentiments que m'expressa en aquest missatge puix que jo vaig ser testimoni durant l'última entrevista que el president va sostenir amb un ministre d'Afers exteriors del corrent de simpatia que es va establir entre vostès i del seu mutu enteniment en els problemes internacionals que ens confronten».

## El funeral
El cadàver de Carrero Blanco va ser traslladat des de la clínica a la seu de la Presidència al Passeig de la Castellana número 3, on hi havia la capella ardent. Alguns sectors franquistes van intentar impedir que el funeral que s'anava a celebrar l'endemà l'oficiés l'arquebisbe de Madrid-Alcalá i president de la Conferència Episcopal cardenal Vicent Enrique i Tarancón, que ja havia estat objecte de crits de «culpable!» per part de grups ultres quan va abandonar la clínica on havia acudit per presentar les seves condolences a la vídua. L'almirall Amador Franco li va dir al cap de l'Estat Major, tinent general Manuel Díez Alegria: «No podem tolerar que Tarancón digui la missa». Segons va relatar després l'ajudant de Tarancón, el pare José María Martín Patino, al govern també li semblava malament «que Tarancón insistís a dir la missa i a acudir a l'enterrament. Ho van veure com una espècie de desafiament. [El tinent coronel] San Martín [cap del CESED] em va cridar i em va dir a mi que el dissuadís, que tenia notícies que s'anava a armar un gran xivarri i que no convenia en aquest moment. I em va afegir que potser li podia que hi havia perill de vida per al cardenal. Com el cardenal insistia a acudir a la missa i a l'enterrament [«Carrero era feligrès meu. No puc faltar», deia], va decidir llavors posar-nos escorta policial». Al llarg de tot el dia es van rebre a la seu de l'arquebisbat trucades telefòniques amb insults i amenaces moltes de les quals repetien la consigna «Tarancón a la paredassa!» encunyada pels sectors ultradretans anys abans quan el cardenal va iniciar el distanciament de l'Església catòlica del règim franquista.
A les 10 del matí de l'endemà, divendres 21 de desembre, el cardenal Tarancón, acompanyat de Martín Patino, va acudir a la seu de la presidència del govern per celebrar la missa a la capella ardent. Quan van arribar un grup de gent va intentar impedir el pas del seu cotxe i Martín Patino va ser agredit. En l'homilia el cardenal va dir: «Anem a demanar a Déu que sapiguem frenar els nostres impulsos i tinguem serenitat, sense deixar-nos portar en aquests moments per l'odi». El tinent general Navarro Garnica, membre del Consell del Regne, li va respondre en veu alta: «Ja està l'imbècil de Tarancón dient les ximpleries de sempre». Acabada la missa Tarancón i Martín Patino van abandonar l'edifici per una porta lateral però allí també els esperava un grup d'ultradretans que els cridaven «assassins» i «Tarancón a la paredassa». La policia va impedir que fossin agredits ficant-los en el cotxe i traient-los d'allí a tota velocitat.
A les quatre de la tarda va sortir de la Presidència del Govern el festeig fúnebre que anava a conduir el fèretre de Carrero Blanco, primer a peu i després amb cotxe, al cementiri del Pardo. L'encapçalava el cardenal Tarancón, acompanyat del seu vicari Martín Patino i d'altres bisbes. Quan van aparèixer van esclatar els vítores a Franco, els insults i les amenaces i es va cantar el Cara al Sol. «Volem bisbes catòlics!», «Bisbes roigs no!», «A Zamora!», els cridaven. El cardenal va recordar anys més tard:
| « | Jo, por no tenia. Tristesa sí, per dues raons: primer perquè aquí es manifestava un fanatisme que sempre produeix aquesta sensació de tristesa. Però, a més, perquè temia que allò podia ser un símptoma de les dificultats que podien trobar-se després, quan vingués el temps de la renovació o del canvi. Es veia que hi havia fanàtics disposats a tot, a tot, per evitar que el canvi fos tranquil, pacífic i de reconciliació de tots els espanyols. Això era el més trist. | » |

Darrere del cardenal i els bisbes anava el fèretre col·locat sobre un armó d'artilleria i immediatament després el futur monarca Joan Carles de Borbó caminant sol, seguit per les autoritats polítiques i militars i les delegacions estrangeres. Quan la comitiva fúnebre va arribar a la plaça del doctor Marañón es va traslladar el fèretre al cotxe que ho portaria al cementiri del Pardo on seria enterrat a les sis de la tarda. Abans de partir es va celebrar una desfilada militar i el cardenal Tarancón va resar un últim responsori.

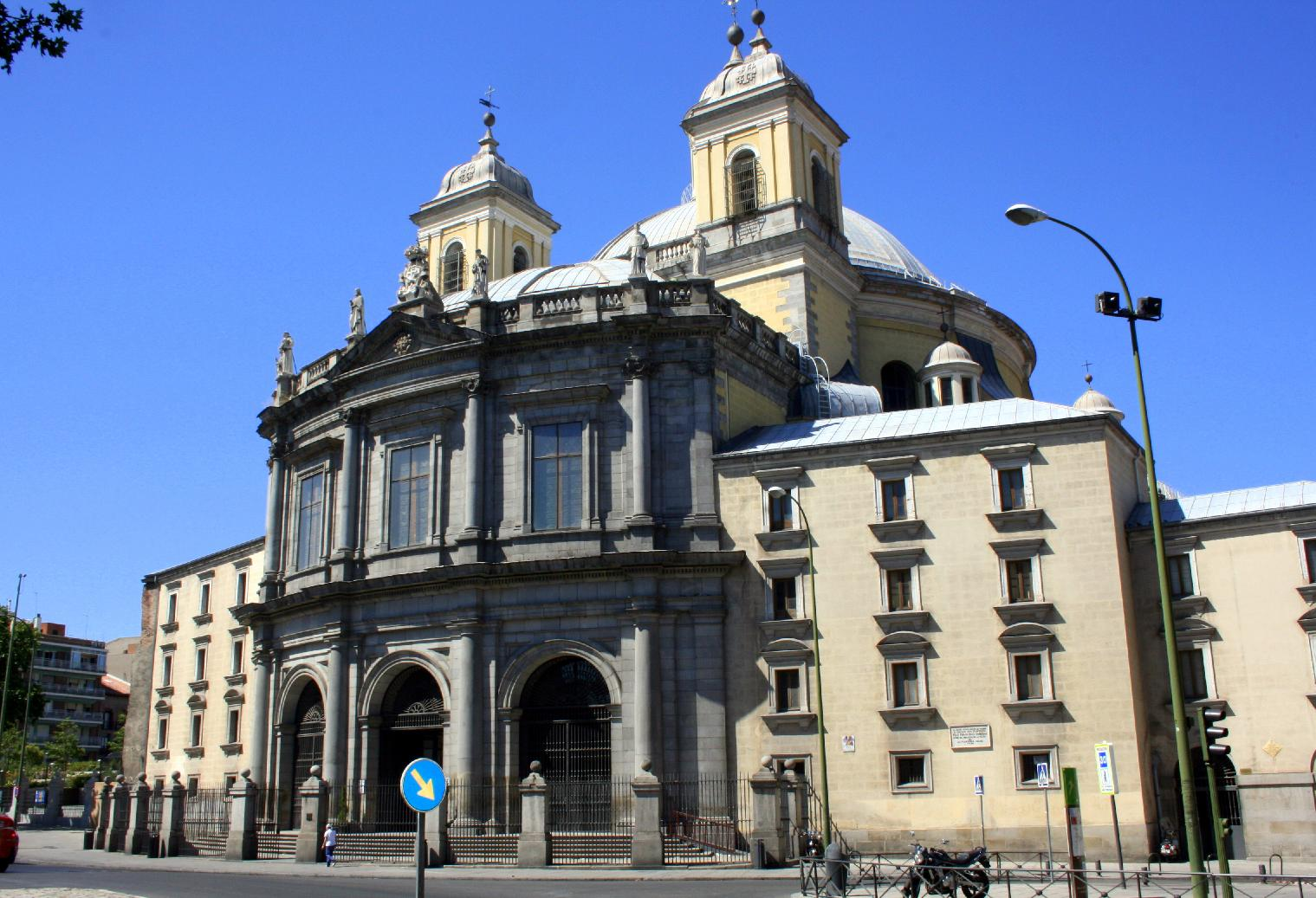
Basílica de San Francisco el Grande de Madrid on es va celebrar el funeral

A les dotze del matí de l'endemà, dissabte 22 de desembre de 1973, es va celebrar el solemne funeral en memòria de Carrero Blanco a la basílica de San Francisco el Grande. El general insurrecte Franco va presidir la cerimònia, acompanyat pel príncep Joan Carles, i Tarancón va oficiar, malgrat l'oposició del govern que va acabar cedint i va adoptar fortes mesures de seguretat per protegir-lo de l'ultradreta. Entre les delegacions estrangeres que van assistir al funeral no es trobava cap representant europeu d'alt nivell, i els màxims dignataris que havien acudit eren el rei del Marroc Hassan II i el vicepresident estatunidenc Gerald Ford, aquest últim per exprés desig del president Richard Nixon, molt impressionat per l'atemptat –va comentar amb els seus col·laboradors que Carrero Blanco havia estat «un gran home»–, com a gest de deferència cap a Franco. Durant l'homilia Tarancón va pronunciar aquestes paraules:
| « | Si aquesta tràgica mort ens descobrís a tots que la preocupació pel ben comú, per la grandesa de la nació, per la seva convivència pacífica en la justícia, per la seva elevació i desenvolupament en tots els ordres, són tasques que a tots ens incumbeixen, com a espanyols i també com a cristians, hauríem aconseguit que aquesta fos una hora de fecunditat, no només de plor. | » |

Al moment de donar la pau el cardenal es va apropar a Franco al que no va donar la mà sinó que el va abraçar. «El gest de Tarancón desencadena en Franco, que es recolza en el pit de l'arquebisbe, un plor llarg i incontenible ‘com el d'un nen’, recordarà el cardenal. És, de nou, un moment difícil però del que no tots els presents s'adonen, i que les càmeres de televisió no recullen». Després el cardenal va donar la mà a Joan Carlrs i als membres del govern, però quan arriba a l'altura del ministre d'educació, Julio Rodríguez, aquest ostensiblement la hi nega. «Acabada la cerimònia, Franco es retira. Les càmeres de televisió li segueixen en el seu recorregut. Franco es deté a saludar la família de Carrero i, en donar la mà a la vídua, de nou trenca a plorar… Els qui en aquest moment miren la televisió reben una impressió fortíssima: mai de la vida s'havia vist plorar Franco. L'endemà, els periòdics en publiquen la fotografia».

## Conseqüències
Segons Laureano López Rodó, el més directe col·laborador de Carrero Blanco des de mitjan anys 50, l'atemptat contra Carrero Blanco «va representar la major commoció política de l'etapa de Franco». Segons l'historiador britànic Charles Powell l'assassinat va accelerar la crisi interna del franquisme. Julio Gil Pecharromán comparteix la mateixa valoració: «La bomba d'ETA va accelerar el final del franquisme».
S'ha especulat sobre si la transició hagués estat possible amb Carrero Blanco en el poder atès que ell encarnava la continuïtat del franquisme. Victoria Prego diu que «no és gens aventurat pensar que, arribat el moment, l'assassinat president del Govern s'hagués retirat molt probablement de la presidència a petició d'un Rei que, a la mort de Franco passaria a ser, a més, el comandant suprem de les forces armades, és a dir, el seu cap directe en la línia de comandament». Aquesta mateixa opinió és la que tenia el propi Joan Carles de Borbó, segons li va explicar a José Luis de Vilallonga anys després: «Penso… que Carrero no hauria estat d'acord amb el que jo em proposava fer. Però no crec que s'hauria oposat obertament a la voluntat del rei… Simplement hauria dimitit». Segons Charles Powell, alguna cosa semblant pensava el govern nord-americà: que quan Franco morís Carrero Blanco li presentaria al Rei la dimissió perquè decidís si el confirmava en el lloc o nomenava un substitut.
Antonio Elorza diu, per contra, que amb Carrero Blanco viu la Transició hagués estat pràcticament impossible doncs ell constituïa la garantia de la continuïtat del franquisme:
| « | És significatiu que només acceptés el lloc [de president del govern] quan la decrepitud de Franco anunciava la fi de la seva vida, i a favor d'una normativa que donava cinc anys de durada al càrrec, resultava assegurada la seva presidència efectiva més enllà de la mort del dictador. Amb ella garantia la continuïtat del règim franquista. No hi ha cap prova que a la mort de Franco, qui va ser la seva mà dreta tingués pensat apartar-se davant Joan Carles. En canvi, tot indica que durant aquest quinquenni qualsevol canvi cap a la democràcia anava a resultar bloquejat. Arribat el cas, mitjançant l'entrada en joc del Consell del Regne, disposat davant una dimissió de Carrero a retornar la terna per a president a Joan Carles amb tres franquistes en lloc d'un. Si aquesta circumstància gairebé es dona en forçar el Rei la dimissió d'Arias Navarro, segons relata el llibre dels Fernández-Miranda, resulta fàcil preveure l'atzucac amb Carrero en el timó. No en va, Franco confiava en el Consell del Regne per bloquejar qualsevol veleidad de liberalisme en el seu successor. I en el marc inevitable d'una repressió creixent, car l'oposició no estaria disposada a tolerar un franquisme sense Franco, el Rei hagués hagut de cremar-se políticament com a mascaró d'una política neofranquista, intentar un impossible cop o abdicar. | » |

El punt de vista d'Elorza és compartit per Juan Luis Cebrián:
| « | Carrero havia inspirat la solució monàrquica en la persona de Joan Carles, però no ocultava la seva disposició a fer del futur rei un autèntic pelele a la mort o incapacitat del dictador. A ell es devien, molt fonamentalment, les resistències a tot intent d'aperturisme a l'interior del règim... Des de tots els punts de vista, l'almirall era llavors la peça mestra del franquisme, i resultava fins i tot, en molts aspectes, més important que el propi dictador. | » |

Julio Gil Pecharromán també creu que la transició hagués estat gairebé impossible amb Carrero viu:
| « | Amb Luis Carrero Blanco moria el delfí, la figura de la màxima confiança de Franco, destinat a assegurar la continuïtat de la dictadura. Desapareixia també un militar amb gran prestigi en les Forces Armades i un polític que no només semblava capaç d'imposar-se sobre la divisió en les files del Moviment —ultres inclosos—, sinó també d'evitar que el relleu en la Prefectura de l'Estat alterés, en sentit reformista, el rumb marcadament continuista en què es basava el principi del "tot lligat i ben lligat". En certa forma, aquell 20 de desembre va donar inici la Transició. | » |